# 須津站
須津站（日语：／ Sudo eki */?）是位於靜岡縣富士市中里106番2號，岳南電車的岳南線車站。車站編號為GD08。車站取自舊地名「須津村」。

## 歷史
- 1953年（昭和28年）1月20日 - 岳南鐵道（日语：岳南鉄道）車站啟用。
- 2013年（平成25年）4月1日 - 隨著經營業務轉移，成為岳南電車車站[1]。

## 車站構造
此站是地面車站，設有1面2線的島式月台，可進行列車交會。在1970年前，車站西邊曾經設有福泉醸造工業（現時：福泉產業）專用線。當時運送原材料前往工場，隨後運送製成品（調味料）離開工場。此所，車站內曾經起卸鶴見曹達和播磨化成的化學藥品，現已結束起卸。在撒走側線和專用線後，變成為住宅地和道路。車站大樓也已經撒走，成為無人車站。

### 月台
| 月台                 | 路線    | 上下行 | 方向         |
| -------------------- | ------- | ------ | ------------ |
| 北側（靠近車站廣場） | ■岳南線 | 下行   | 岳南江尾方向 |
| 南邊                 | ■岳南線 | 上行   | 吉原方向     |

## 使用狀況
根據「靜岡縣統計年鑑」，以下為1日平均上下車人次列表。
| 年度     | 一日平均 上下車人次 | 乘車人次 | 下車人次 |
| -------- | ------------------- | -------- | -------- |
| 2001年度 | 233人               | 112人    | 121人    |
| 2002年度 | 225人               | 111人    | 114人    |
| 2003年度 | 218人               | 108人    | 110人    |
| 2004年度 | 208人               | 104人    | 104人    |
| 2007年度 | 196人               | 102人    | 96人     |

## 車站周邊
車站附近較多住宅和農田。
- 大棚瀑布（步行2小時，於須津溪谷位置）
- 中里巴士站（日语：中里バスストップ）
- 須津湖（曾經是富士八海之一）

## 相鄰車站
岳南電車
■岳南線
岳南富士岡（GD07）－須津（GD08）－神谷（GD09）

## 注腳
1. ↑  . 日本經濟新聞. 2013-01-25  [2013-01-27]. （原始内容存档于2021-02-14） （日语）.

## 外部連結
- GD8 須津站 （页面存档备份，存于）（日語） - 岳南電車株式會社